# Спойлер (сериал)
«Спо́йлер» — российский сериал Дмитрия Тюрина в жанре политического триллера по сценарию Сергея Минаева и Андрея Цибульского. Производством проекта занимались компании «Медиаслово» и «Плюс Студия», главные роли сыграли Максим Матвеев, Олег Меньшиков, Светлана Ходченкова, Юлия Снигирь, Алексей Гуськов, Артём Михалков. Премьера двух первых серий сериала должна была состояться в онлайн-кинотеатре «Кинопоиск» 18 апреля 2024 года, но за день до выхода её отменили и перенесли на неопределённый срок. Это связывают с политической цензурой.

## Сюжет
Действие сериала происходит в современной России, в несуществующей Куйбышевской области, где идёт подготовка к выборам губернатора. Бизнесмен Андрей Оболенский становится кандидатом-спойлером действующего главы региона Виктора Корецкого. Его задача — оттянуть голоса у основного конкурента Александра Морозова, а затем снять свою кандидатуру в пользу Корецкого. Однако Оболенский входит во вкус и решает участвовать в выборах по-настоящему. «Современная политика — как игра в шахматы: комбинаций множество и каждый ход меняет расстановку фигур на доске», — говорится в синопсисе сериала.

## В ролях
| Актёр                | Роль                                                        |
| -------------------- | ----------------------------------------------------------- |
| Максим Матвеев       | Андрей Оболенский                                           |
| Олег Меньшиков       | Анатолий Губарев                                            |
| Светлана Ходченкова  | Ольга Лопухина                                              |
| Юлия Снигирь         | Катя бывшая жена Оболенского                                |
| Алексей Гуськов      | Виктор Корецкий действующий губернатор Куйбышевской области |
| Артём Михалков       | Александр Морозов                                           |
| Семён Штейнберг      |                                                             |
| Анатолий Кот         |                                                             |
| Владимир Стеклов     |                                                             |
| Сергей Газаров       |                                                             |
| Александр Клюквин    |                                                             |
| Андрей Мерзликин     |                                                             |
| Артём Быстров        |                                                             |
| Андрей Смоляков      |                                                             |
| Александра Урсуляк   |                                                             |
| Константин Плотников | режиссёр эфира                                              |

## Создание и релиз
Одним из авторов сценария стал Сергей Минаев. Изначально проект назывался «Губер». Главные роли получили Максим Матвеев, Олег Меньшиков, Светлана Ходченкова,Юлия Снигирь, Алексей Гуськов, Артём Михалков. Съёмки сериала проходили в Нижнем Новгороде. Местный министр культуры Олег Беркович назвал «Спойлер» «масштабным, остросюжетным сериалом, который будет обсуждать вся страна».
Премьера первого сезона, включающего 10 серий по 50 минут каждая, должна была состояться 1 марта 2021 года, но её отложили на неопределённый срок. По данным BBC, это произошло из-за политической цензуры: в «Спойлере» слишком много внимания уделялось оппозиционному движению в России.
Позже появилась новая дата релиза — 18 апреля 2024 года. Перед этим, 29 марта, «Кинопоиск» опубликовал трейлер «Спойлера», но потом опять отложил премьеру. Недолго фигурировавшее в качестве даты релиза 1 августа было заменено на сообщение «Скоро в подписке». Журналист Иван Ковальчук в связи с этим констатировал, что «Кинопоиск» «неохотно промоутирует проект»: за три года появились только один трейлер, один постер и короткий текст на сайте, о переносе премьеры не сообщалось отдельно. Это может быть связано с сюжетом шоу — по словам Ковальчука, «слишком провокационным и дерзким», причём релиз могли отменить как из-за самоцензуры, так и после внешнего запрета. Уже в трейлере видны митинг с лозунгами «Долой коррупцию во власти», персонаж Гуськова заявляет, что «всё в России определяется расстоянием до Кремля», главный герой оказывается в тюрьме из-за того, что его бизнес пытается отобрать высокопоставленный полицейский, пользующийся поддержкой губернатора.
Дальнейшая судьба «Спойлера» остаётся неясной. Он может быть «положен на полку» на долгие годы либо может выйти после существенного редактирования сюжета.